# Туркополы

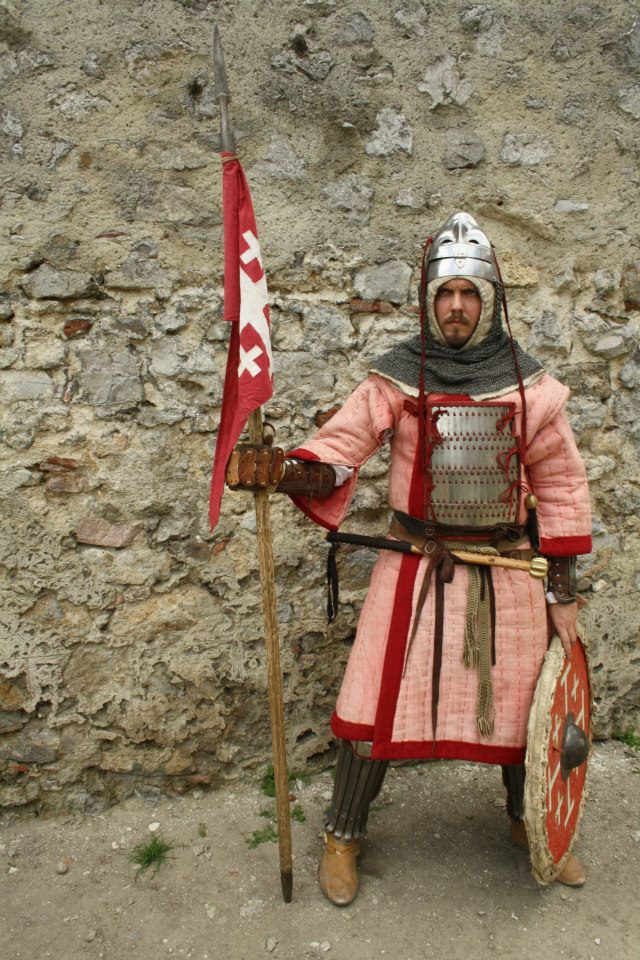
Современная реконструкция туркопола XII века

Туркопо́лы (от греч. Τουρκόπουλοι — «сыны Турок») — местные[уточнить] конные лучники, нанимавшиеся христианскими государствами Восточного Средиземноморья во время крестовых походов.

## История
Первая встреча со служившими в византийском войске туркополами состоялась во время Первого крестового похода. Они являлись детьми от смешанных браков греческого и турецкого населения и в большинстве своём сохраняли христианскую веру, но некоторые приняли ислам. Некоторые из них сопровождали крестоносцев, тем самым став заменой лёгкой кавалерии в государствах крестоносцев.
Многие из туркополов рекрутировались из христианизировавшихся сельджуков или из сирийских православных христиан. В Святой земле эти воины имели более быстрых лошадей и лёгкое вооружение, чем рыцари, и были вооружены луками и пиками для борьбы с мобильными мусульманскими воинами. Туркополы служили в качестве лёгкой кавалерии: застрельщиками, разведчиками, конными лучниками и в качестве второй линии в нападении, прикрывая с тыла франкских рыцарей и сержантов.
Туркополы служили не только в светских армиях Утремера, но также были членами военных орденов. Но там они имели статус ниже франкских сержантов и подвергались различным ограничениям, включая столы для принятия пищи, отделённые от других солдат.
У туркополов были собственные лидеры — туркопольеры, по званию бывшие выше сержантов. Тамплиеры использовали их как командующих наёмной кавалерией ордена и братьями-сержантами.
Туркополы участвовали в неудачной для крестоносцев битве при Хаттине в 1187 году, но в этой битве мусульманская лёгкая кавалерия, возможно, была лучше вооружена, чем их противники.
Мамлюки считали туркополов предателями, не оставляя их в живых. Те из туркополов, кто выжил во время осады Акры, последовали за военными орденами из Святой земли. Они обосновались на Кипре вместе с тамплиерами и на островах Родос и Мальта — с госпитальерами. Члены Тевтонского ордена также называли свою лёгкую кавалерию «туркополами».